# ДФС Черно море
Дружество за физкултура и спорт „Черно море“ е българска спортна организация от град Варна съществувала самостоятелно през периода 1957 – 1959 година.
Дружеството възниква през 1957 година вследствие обединението на съществуващите тогава във Варна ДСО „Локомотив“, „Корабостроител“, „Миньор“, „Урожай“ и „Торпедо“.
Тези клубове са обединени под името Физкултурно дружество „Черно море“. През 1959 е променено на Дружество за физкултура и спорт.
Футболният отбор записва няколко сезона в „Б“ РФГ. През март 1959 година, следва ново обединение с АСК „Ботев“ (Варна)
Обединеният клуб се казва Армейски спортен клуб „Черно море“. Заради промяната на името отборът, който играе във втора дивизия, през сезон 1958 – 59 се изписва като „Черно море II“.
В книгата на Стефан Янев „Футболна Варна“-I част, този клуб е наречен като „Старото „Черно море“.